# Negativ differentiel modstand
En komponent eller et kredsløbs dynamiske modstand eller differentielle modstand er defineret ved: R(I)=dU/dI eller R(U)=dU/dI, hvor R er den dynamiske modstand ved hhv. strømmen I eller spændingen U, U er spændingen over komponenten og I er strømmen gennem komponenten.
Der findes simple komponenter, som har negativ differentiel modstand (NDR), på visse dele af deres modstandskarakteristik. Nogle af disse er tunneldiode, diac, Gunn diode, IMPATT-Diode, mikrobølge avalanchediode, resonanstunneldiode, unijunction-transistor (ujt), resonanstunneltransistor, plasma, lysbuer (f.eks. gasudladningsrør og dermed lysstofrør).

Selvom en komponent er ulinear og har negativ differentiel modstand, er den som regel i mindre strøm- og spændings-intervaller linear, hvilket betyder at den differentielle modstand i intervallet er konstant.
I netop et nogenlunde lineart interval med negativ differentiel modstand, kan komponenten forstærke signaler nogenlunde lineart. En af de simpleste eksempler er at sætte komponenten i serie med (lav NDR-impedans) eller parallelt over (høj NDR-impedans) en svingningskreds.
En NDR-komponent eller NDR-system i det rette kredsløb, kan fungere som en elektronisk forstærker - se kilder.
Afhængig af om svingningskredsens samlede tab (inkl. evt. ekstern belastningsmodstand) delvis ophæves, netop ophæves eller mere end ophæves, så vil kredsløbet hhv. fungere som en afstemt forstærker, bibeholde en igangsat svingning eller fungerer som en oscillator.
Der findes også kredsløb, som udviser negativ differentiel modstand, på visse dele af deres modstandskarateristik. Nogle af disse er: Lambda-diode, gyrator, Negativ impedanskonverter (eng. Negative Impedance Converter) (NIC), Genereliseret impedanskonverter (eng. Generalized Impedance Converter) (GIC), Frekvensafhængig negativ modstand (eng. frequency-dependent negative resistor) (FDNR).

## Anvendelse
Af anvendelser af negativ differentiel modstand er der f.eks. små radioantenner, superregenerativ modtager og NDR-oscillatorer.

Her er et eksempel på at to komponenter (her glimlampe), som udviser negativ differentiel modstand, kan fungere som en astabil multivibrator.